# Мур, Линда
Ли́нда Мур (англ. Linda Moore; урождённая Ли́нда Дж. Тви́ди, англ. Linda J. Tweedie; род. 24 февраля 1954, Ванкувер, Британская Колумбия) — канадская кёрлингистка и спортивный телекомментатор.
В 1991 году введена в Зал славы канадского кёрлинга.
В 1989 сменила Веру Пезер в телекомпании TSN на посту одного из телекомментаторов при трансляциях соревнований по кёрлингу. Спустя 25 лет, 1 декабря 2014, было объявлено, что Линда Мур покидает эту должность по состоянию здоровья.
Также 19 лет работала исполнительным директором Ассоциации кёрлинга провинции Британская Колумбия (англ. executive director of Curl BC).

## Достижения
- Зимние Олимпийские игры (показательный вид спорта): золото (1988).
- Чемпионат мира по кёрлингу среди женщин: золото (1985).
- Чемпионат Канады по кёрлингу среди женщин: золото (1985), серебро (1986), бронза (1984).
- Канадский олимпийский отбор по кёрлингу: золото (1987).

## Команды
| Сезон   | Четвёртый     | Третий        | Второй      | Первый      | Запасной         | Турниры              |
| ------- | ------------- | ------------- | ----------- | ----------- | ---------------- | -------------------- |
| 1983—84 | Линдси Спаркс | Линда Мур     | Дебби Орр   | Лори Карни  |                  | ЧК 1984              |
| 1984—85 | Линда Мур     | Линдси Спаркс | Дебби Джонс | Лори Карни  |                  | ЧК 1985 · ЧМ 1985    |
| 1985—86 | Линда Мур     | Линдси Спаркс | Дебби Джонс | Лори Карни  | Rae Moir         | ЧК 1986              |
| 1987—88 | Линда Мур     | Линдси Спаркс | Дебби Джонс | Пенни Райан | Пэтти Венд (ЗОИ) | КООК 1987 · ЗОИ 1988 |

(скипы выделены полужирным шрифтом)